# Bhutanitis
Bhutanitis là một chi bướm ngày thuộc họ Bướm phượng, chi này gồm bố loài. Hai loài có tên là Bhutanitis (B. nigrilima Chou, 1992, B. yulongensis Chou, 1992) từng mang tên đồng nghĩa với B. thaidina (Hauser et al. 2005). Phân loại khác thì có tên là B. mansfieldi pulchristriata Saigusa và Lee, 1982, cũng được Chou (1994) và Chou (2000) đề cập như loài riêng biệt, nhưng một tác giả khác xem nó là phụ loài (Hauser et al., 2005).

## Các loài
- Bhutanitis lidderdali, Bhutan Glory
- Bhutanitis thaidina, Chinese Three Tailed Swallowtail
- Bhutanitis mansfieldi, Mansfield's Three-tailed Swallowtail
- Bhutanitis ludlowi, Ludlow's Bhutan Swallowtail

## Hình ảnh

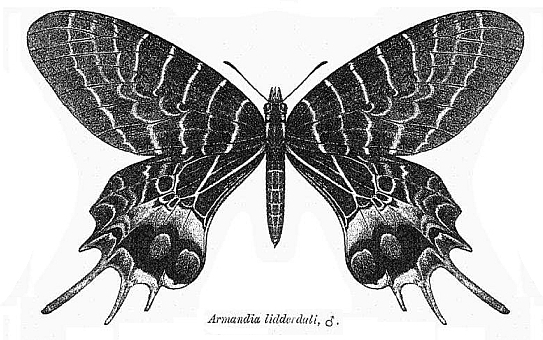